# Myrto

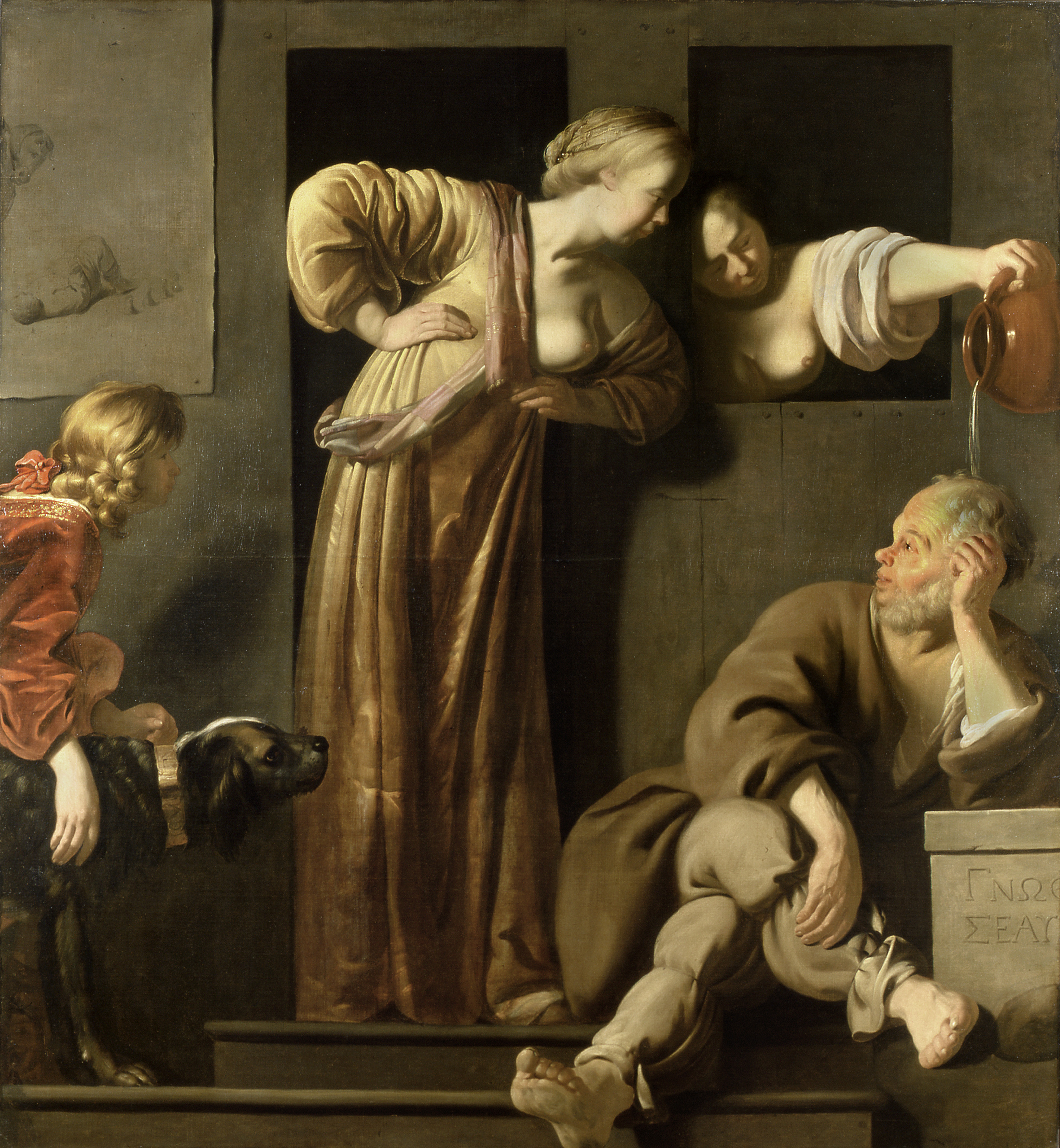
Sokrates, mit seinen zwei Frauen und Alkibiades. Gemälde von Reyer van Blommendael

Myrto (altgriechisch Μυρτώ Myrtṓ) soll – nach Xanthippe – die zweite Frau des griechischen Philosophen Sokrates (469–399 v. Chr.) gewesen sein.
Nachdem Sokrates mit etwa 50 Jahren Xanthippe geheiratet hatte, die heute der Inbegriff der zänkischen und Besitz ergreifenden Ehefrau ist, soll er späteren Berichten zufolge Myrto, eine verarmte Witwe, in sein Haus aufgenommen haben, angeblich eine Tochter (oder Enkeltochter) des bekannten athenischen Politikers und Staatsmannes Aristeides, mit dessen Familie Sokrates befreundet war.
Einigen späteren Quellen zufolge soll Sokrates seine zweite Ehe vor allem deshalb eingegangen sein, weil die Bevölkerung Athens durch zahlreiche Kriege drastisch gesunken war und er auf diese Weise für zusätzlichen Nachwuchs sorgen wollte. Xanthippe habe ihm den Sohn Lamprokles geschenkt, während die Söhne Sophroniskos und Menexenos von Myrto stammen sollen. Unterstellt wird ihm in den späteren Zeugnissen auch das Motiv, er habe sich auch aus sozialen Gründen verpflichtet gefühlt, die angeblich mittellose Frau, mit deren Verwandten Lysimachos er befreundet war, in den schwierigen Kriegszeiten in seinen Haushalt aufzunehmen.
Eine spätere Überlieferung sagt auch, Myrto habe ständig im Streit mit Xanthippe gelebt; Sokrates soll es vorgezogen haben, sich viel außerhalb des eigenen Hauses auf den Straßen und Plätzen Athens aufzuhalten, wo er seine Mitbürger in philosophische Gespräche verwickeln konnte. Auf die Frage, wie er es schaffe, seine zänkischen Frauen zu ertragen, soll er geantwortet haben, dies sei nützlich, so zu leben, denn das sei wie das Zähmen wilder Pferde; man sei besser gewappnet, wenn man den gegnerischen Rednern in der Agora gegenübertrete.
Die Existenz Myrtos wird nur in späteren antiken Quellen bezeugt, aber auch schon von antiken Autoren wie Panaitios bestritten.  In der zeitgenössischen attischen Komödie, in der man Sokrates karikierte, etwa in Aristophanes’ „Wolken“, fehlt jeder Hinweis auf Myrto oder eine zweite Frau. Rudolf Hanslik hat daher die Geschichte als späteren „Klatsch über Bigamie... die jeder Grundlage entbehrt“ bezeichnet.